# Alangu

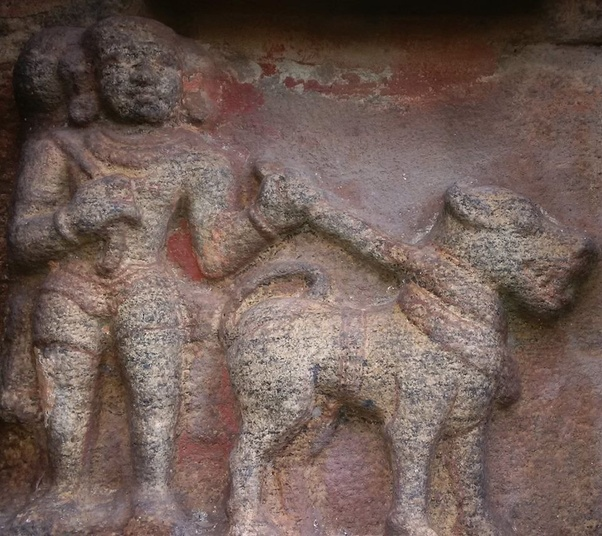
Rappresentazione artistica dell'antico mastino di Alangu in un tempio a Darasuram, in India (1143–1173 d.C.)

Il cane Alangu mastiff è un cane estinto dal pelo raso noto per le sue enormi dimensioni, esisteva in India già dai tempi della dinastia Tamil dei Chola, che ha governato l’India del sud tra il VI secolo a.C. e la fine del secolo XIII d.C..
Il Sindh Mastiff e il Bully Kutta sembrano essere suoi discendenti.
Originariamente era un necessario guardiano delle proprietà umane, ma essendo estinto da tempo poche sono le notizie certe sul suo conto.
Si caratterizzavano per le loro orecchie a punta come la maggior parte delle razze indiane naturalmente evolute; molto forti e con spiccatissime caratteristiche territoriali.